# Papás-babás (film, 2012)
A Papás-babás (eredeti címe: The Babymakers) 2012-es amerikai filmvígjáték Jay Chandrasekhar rendezésében. A főszerepben Paul Schneider, Olivia Munn és Kevin Heffernan látható. Heffernan és Chandrasekhar a Broken Lizard nevű humortársulat tagjai. Amerikában 2012. augusztus 3-án mutatták be a mozik, DVD-n és Blu-rayen pedig 2012. szeptember 18-án jelent meg.

## Rövid történet
Miután Tommy (Schneider) megpróbálja rávenni a feleségét, Audrey-t (Munn), hogy terhes legyen, arra gyanakszik, hogy meddő. Ezért felfogadja barátját (Heffernan), hogy segítsen neki kirabolni egy spermabankot.

## Szereplők
- Paul Schneider: Tommy Macklin
- Olivia Munn: Audrey Macklin
- Wood Harris: Darrell
- Kevin Heffernan: Wade
- Nat Faxon: Zig-Zag
- Jay Chandrasekhar: Ron Jon
- Constance Zimmer: Mona
- Aisha Tyler: Karen
- Jude Ciccolella: Stubbs edző
- Tom Wright: hentes
- Tommy Dewey: Todd
- Sharon Maughan: Dr. Roberts
- Tony Sancho: Pedro
- Philippe Brenninkmeyer: Dr. Vickery
- Helena Mattsson: Tanya
- Desi Lydic: Julie
- Bill Fagerbakke: Clark
- Jeanne Sakata: Wanda
- Hayes MacArthur: Leslie Jenkins
- Marc Evan Jackson: Jefferey
- Collette Wolfe: Allison
- Miles Fisher: vőlegény
- Noureen DeWulf: menyasszony
- Rick Overton: Raspler
- M. C. Gainey: Malloy
- Candace Smith: Roxie
- Lindsey Kraft: Greta

## Fogadtatás
A film általánosságban negatív kritikákat kapott. A Rotten Tomatoes honlapján 8%-ot ért el 51 kritika alapján, és 3.5 pontot szerzett a tízből.
Roger Ebert egy csillagot adott a filmre a négyből.